# Extraliga (Tschechien, Schach) 1994/95
Die Extraliga 1994/95 war die dritte Spielzeit der tschechischen Extraliga im Schach.

## Teilnehmende Mannschaften
Für die Extraliga hatten sich mit Bohemians Prag, ŠK Dům armády Prag, Lokomotiva Olomouc, Sokol Kolín, ŠK Baník Karviná GRADO, ŠK Sokol Vyšehrad Bismarck, Dopravní podniky Tarok Prag und CSABI Slavia Havířov die acht Ersten der Saison 1993/94 qualifiziert, außerdem waren der SK ZČE Plzeň als Sieger der 1. česká liga 1993/94 und der ŠK Lokomotiva MONING Brno als Sieger der 1. moravskoslezská liga 1993/94 aufgestiegen.
Zu den gemeldeten Mannschaftskadern der teilnehmenden Vereine siehe Mannschaftskader der Extraliga (Tschechien, Schach) 1994/95.

## Termine
Die Wettkämpfe wurden gespielt am 15. und 16. Oktober, 12. und 13. November 1994, 15. und 16. Januar, 11. und 12. Februar, sowie 11. und 12. März 1995.

## Saisonverlauf
Für den Titelgewinn kamen vor der letzten Runde noch drei Mannschaften in Frage. Der ŠK Lokomotiva MONING Brno bewahrte dank der besseren Brettpunktzahl die Tabellenführung und verwies den Titelverteidiger Bohemians Prag auf den zweiten Platz. Nach der Saison zog der ŠK Lokomotiva MONING Brno allerdings seine Mannschaft aus der Extraliga zurück. Da die Liga zur Saison 1995/96 auf zwölf Mannschaften aufgestockt wurde, stieg keine Mannschaft direkt ab, sondern die beiden Letzten erhielten die Chance, sich in einem Qualifikationsturnier in der Extraliga zu behaupten. Bereits vor der letzten Runde stand fest, dass A64 MILO IPB Olomouc das Qualifikationsturnier würden bestreiten müssen, während der ŠK Baník CSA Karviná GRADO durch einen Sieg gegen den Konkurrenten TJ Dopravní podniky Prag den direkten Klassenerhalt hätte erreichen können.

## Abschlusstabelle
| Pl. | Verein                        | Sp | G | U | V | MP   | Brett-P.  |
| --- | ----------------------------- | -- | - | - | - | ---- | --------- |
| 01. | ŠK Lokomotiva MONING Brno (N) | 9  | 6 | 2 | 1 | 14:4 | 46,5:25,5 |
| 02. | TJ Bohemians Prag (M)         | 9  | 7 | 0 | 2 | 14:4 | 42,0:30,0 |
| 03. | ŠK Dům armády Prag            | 9  | 6 | 1 | 2 | 13:5 | 41,5:30,5 |
| 04. | ŠK CSABI Slavia Havířov       | 9  | 5 | 2 | 2 | 12:6 | 36,5:35,5 |
| 05. | ŠK Sokol Vyšehrad Bismarck    | 9  | 3 | 2 | 4 | 8:10 | 35,0:37,0 |
| 06. | ŠK Sokol Kolín                | 9  | 2 | 4 | 3 | 8:10 | 35,0:37,0 |
| 07. | TJ Dopravní podniky Prag      | 9  | 2 | 4 | 3 | 8:10 | 33,0:39,0 |
| 08. | SK ZČE Plzeň (N)              | 9  | 2 | 2 | 5 | 6:12 | 33,0:39,0 |
| 09. | ŠK Baník CSA Karviná GRADO    | 9  | 2 | 1 | 6 | 5:13 | 28,5:43,5 |
| 10. | A64 MILO IPB Olomouc          | 9  | 0 | 2 | 7 | 2:16 | 29,0:43,0 |

## Entscheidungen
|     | Tschechischer Meister: ŠK Lokomotiva MONING Brno                                                            |
|     | Absteiger in die 1. liga: ŠK Lokomotiva MONING Brno (freiwilliger Rückzug)                                  |
|     | Teilnehmer am Qualifikationsturnier zur Extraliga 1995/96: ŠK Baník CSA Karviná GRADO, A64 MILO IPB Olomouc |
| (M) | Meister der letzten Saison                                                                                  |
| (N) | Aufsteiger der letzten Saison                                                                               |

## Kreuztabelle
| Ergebnisse | Ergebnisse                 | 01. | 02. | 03. | 04. | 05. | 06. | 07. | 08. | 09. | 010. |
| ---------- | -------------------------- | --- | --- | --- | --- | --- | --- | --- | --- | --- | ---- |
| 01.        | ŠK Lokomotiva MONING Brno  |     | 3½  | 4½  | 6½  | 5½  | 5½  | 5   | 4   | 8   | 4    |
| 02.        | TJ Bohemians Prag          | 4½  |     | 5   | 3½  | 5   | 3   | 5   | 5½  | 5   | 5½   |
| 03.        | ŠK Dům armády Prag         | 3½  | 3   |     | 4½  | 6   | 4½  | 4   | 5   | 5   | 6    |
| 04.        | ŠK CSABI Slavia Havířov    | 1½  | 4½  | 3½  |     | 4½  | 4½  | 4   | 5½  | 4½  | 4    |
| 05.        | ŠK Sokol Vyšehrad Bismarck | 2½  | 3   | 2   | 3½  |     | 4   | 4   | 5   | 6   | 5    |
| 06.        | ŠK Sokol Kolín             | 2½  | 5   | 3½  | 3½  | 4   |     | 4   | 4   | 4   | 4½   |
| 07.        | TJ Dopravní podniky Prag   | 3   | 3   | 4   | 4   | 4   | 4   |     | 2   | 4½  | 4½   |
| 08.        | SK ZČE Plzeň               | 4   | 2½  | 3   | 2½  | 3   | 4   | 6   |     | 3   | 5    |
| 09.        | ŠK Baník CSA Karviná GRADO | 0   | 3   | 3   | 3½  | 2   | 4   | 3½  | 5   |     | 4½   |
| 010.       | A64 MILO IPB Olomouc       | 4   | 2½  | 2   | 4   | 3   | 3½  | 3½  | 3   | 3½  |      |

## Qualifikationsturnier zur Extraliga 1995/96

### Teilnehmende Mannschaften
Teilnehmer waren mit dem ŠK Baník CSA Karviná GRADO und A64 MILO IPB Olomouc die beiden Tabellenletzten der Extraliga, der ŠK IWEX Litoměřice als Zweiter der 1. česká liga 1994/95 sowie der ŠK Havřice als Zweiter der 1. moravskoslezská liga 1994/95.

### Termine
Das Turnier fand statt vom 6. bis 8. Mai 1995.

### Turnierverlauf
Bereits nach zwei Runden stand fest, dass der ŠK Baník CSA Karviná GRADO die Qualifikation für die Extraliga 1995/96 nicht mehr erreichen konnte. A64 MILO IPB Olomouc hätte nur im Falle einer hohen Niederlage gegen Karviná noch aus den Qualifikationsplätzen fallen können. Tatsächlich sicherte sich Olomouc mit einem 4:4 die Qualifikation, den zweiten Qualifikationsplatz erreichte der ŠK Havřice durch einen knappen Sieg gegen den ŠK IWEX Litoměřice. Durch den Rückzug des Meisters ŠK Lokomotiva MONING Brno aus der Extraliga war auch ŠK IWEX Litoměřice als Dritter des Qualifikationsturniers für die Extraliga 1995/96 spielberechtigt.

### Endtabelle
| Pl. | Verein                     | Sp | G | U | V | MP  | Brett-P.  |
| --- | -------------------------- | -- | - | - | - | --- | --------- |
| 01. | ŠK Havřice                 | 3  | 2 | 1 | 0 | 5:1 | 13,0:11,0 |
| 02. | A64 MILO IPB Olomouc       | 3  | 1 | 2 | 0 | 4:2 | 14,0:10,0 |
| 03. | ŠK IWEX Litoměřice         | 3  | 1 | 0 | 2 | 2:4 | 10,5:13,5 |
| 04. | ŠK Baník CSA Karviná GRADO | 3  | 0 | 1 | 2 | 1:5 | 10,5:13,5 |

### Entscheidungen
|  | qualifiziert für die Extraliga 1995/96: ŠK Havřice, A64 MILO IPB Olomouc, ŠK IWEX Litoměřice |
|  | Teilnehmer der 1. liga 1995/96: ŠK Baník CSA Karviná GRADO                                   |

### Kreuztabelle
| Ergebnisse | Ergebnisse                 | 01. | 02. | 03. | 04. |
| ---------- | -------------------------- | --- | --- | --- | --- |
| 01.        | ŠK Havřice                 |     | 4   | 4½  | 4½  |
| 02.        | A64 MILO IPB Olomouc       | 4   |     | 6   | 4   |
| 03.        | ŠK IWEX Litoměřice         | 3½  | 2   |     | 5   |
| 04.        | ŠK Baník CSA Karviná GRADO | 3½  | 4   | 3   |     |

## Die Meistermannschaft
| 1.            | ŠK Lokomotiva MONING Brno |
| Schachfiguren | Alexei Drejew, Wladimir Jepischin, Karel Mokrý, Vlastimil Babula, Pavel David, Josef Augustin, Peter Petrán, Ladislav Salai, Libor Daněk, Josef Mudrák, Stanislav Věchet, Radek Kalod |